# La Revue de médecine interne
La Revue de médecine interne (abrégé en Rev. Med. Interne) est une revue scientifique à comité de lecture qui publie des articles de recherches originales dans le domaine de la médecine.
D'après le Journal Citation Reports, le facteur d'impact de ce journal était de 0,810 en 2018. Actuellement, le directeur de publication est le Professeur Thomas Hanslik .